# Lay Low (singel Snoop Dogga)
Lay Low – drugi singel amerykańskiego rapera Snoop Dogga pochodzący z albumu pt. Tha Last Meal. Został wydany w marcu 2001 roku. Gościnnie występują Master P, Nate Dogg, Butch Cassidy, i Tha Eastsidaz. Do singla powstał teledysk. Można w nim zobaczyć Kurupt i Soopafly. Reżyserem został Hype Williams.

## Lista utworów
Opracowano na podstawie źródła.
1. "Lay Low (Clean)"
2. "Lay Low (Dirty)"
3. "Bring It On (Dirty)"
4. "Lay Low (Instrumental)"

## Notowania
| Notowanie (2001)                            | Najwyższa pozycja |
| ------------------------------------------- | ----------------- |
| Dutch Mega Top 100                          | 33                |
| French Top 100                              | 81                |
| Tokio Hot 100                               | 93                |
| German Top 100                              | 49                |
| Swiss Top 100                               | 48                |
| U.S. Billboard Hot 100                      | 50                |
| U.S. Billboard Hot R&B/Hip-Hop Songs        | 20                |
| U.S. Billboard Hot Rap Tracks               | 8                 |
| U.S. Top Radio & Records Airplay - Urban    | 16                |
| U.S. Top Radio & Records Airplay - Rhythmic | 15                |